# Sørfolda
Sørfolda (også kendt som Sørfolla) er en fjordarm af Folda i Nordland fylke i Norge. Den ligger for mesteparten i Sørfold, med en nordvestlig del i Bodø og et lille område helt i nordøst (0,4 km²) i Steigen kommuner. Fjorden går 38,5 kilometer i sydøstlig retning fra indløbet mellem Mulneset i nordøst og Kantsteinvika i sydvest til Langstranda ved byen Straumen. Videre går den to kilometer i sydlig retning til bunden af Sørfoldbugten hvor Straumvatnet har sit udløb. Sundet mellem fastlandet og Prestmåsøya, som ligger i indløbet, kaldes Revsfjorden.
Der går syv fjordarme ud fra Sørfolda. Fra nordøst ligger Sagfjorden (næsten 11 kilometers længde), vigen Hopen (2,3 km), Leirfjorden (19 km), Aspfjorden (3,5 km) og Tørrfjorden (4 km). På østsiden går Nevelsfjorden i Bodø (12 km) og Sjunkfjorden (11 km) fra. Der går også videre forgreninger fra flere af fjordarmene.
Den ydre halvdel af Sørfolda har en sparsom bosætning og få vejforbindelser. På vestsiden går Fylkesvej 571  fra Tårnvika, nord for Nevelsfjorden, til Kjerringøy. Området mod syd fra Nevelsfjorden til Røsvik er uden fast bosætning eller vejforbindelser, og store dele af kystlinjen er beskyttet som Sjunkhatten nationalpark. Der er sammenhængende gårdbebyggelse fra Røsvik, langs Fylkesvej 826, til Straumen. Smelteværket Elkem Salten ligger i industriområdet Valljord lige nord for Straumen. 
Fra Straumen følger Europavej E6 dele af fjorden mod nord langs østsiden frem til Leirfjordens munding. Fylkesvej 612  går langs nordsiden af Leirfjorden til Styrkesnesbebyggelserne som er den nordligste bosætning på østsiden. Mellem Hopen og Skjoldvika ligger det fraflyttede kirkested Rørstad som har anløb af hurtigbåd ved behov.  
Fra 1941 til 1966 gik der færge fra Røsvik til Bonåsjøen ved Leirfjorden, og fra 1964 til 1991 fra Røsvik til Nordfold i Steigen.